# Ticodendron incognitum
Ticodendron
Genre
Espèce
Statut de conservation UICN

 NT  : Quasi menacé
Ticodendron incognitum, unique représentant du genre Ticodendron, est une espèce centraméricaine et mexicaine de plantes de la famille des Ticodendraceae.

## Répartition
Cette plante se rencontre au Mexique (dans les États du Chiapas et de l'Oaxaca) ainsi qu'en Amérique centrale (Costa Rica, Guatemala, Honduras, Nicaragua et Panam).

## Description
Ticodendron incognitum est un arbre qui peut mesurer de 7 à 20 m de haut et dont le tronc présente un diamètre de 40 à 80 cm.

## Systématique
Le nom correct complet (avec auteur) de ce taxon est Ticodendron incognitum Gómez-Laur. (d) & L.D.Gómez (d),.

### Étymologie
Le nom générique, Ticodendron, est la combinaison de Tico, diminutif de Costa-Rica, et du grec ancien δένδρον (déndron), « arbre ».

### Publication originale
- (en + la) Jorge Gomez-Laurito et Luis D. Gomez P., « Ticodendron: A New Tree From Central America », Annals of the Missouri Botanical Garden, Jardin botanique du Missouri, vol. 76, no 4,‎ 1989, p. 1148-1151 (ISSN 0026-6493, 2162-4372, 0893-3243 et 2326-487X, DOI 10.2307/2399700, JSTOR 2399700, lire en ligne).